# Otín (Žďár nad Sázavou)
Otín (in tedesco Wottin) è un comune ceco situato nel distretto di Žďár nad Sázavou, nella regione di Vysočina.